# Santos Vega vuelve
Santos Vega vuelve es una película de Argentina en blanco y negro dirigida por Leopoldo Torres Ríos según su propio guion escrito en colaboración con Leopoldo Torre Nilsson sobre el poema de Rafael Obligado que se estrenó el 16 de abril de 1947 y que tuvo como protagonistas a Juan José Míguez, Delfy de Ortega, Pedro Maratea y Eloísa Cañizares. Leopoldo Torre Nilsson colaboró como asistente de director y en la dirección de actores. Algunos medios atribuyen a Maratea el papel de Juan Sin Ropa que está a cargo de García Satur.

## Reparto
- Juan José Míguez …Santos Vega
- Delfy de Ortega …La prienda
- Pedro Maratea
- Eloísa Cañizares…Olga
- Enrique García Satur…Juan Sin Ropa
- Jorge Ayala
- Juan Pérez Bilbao
- Irma Denás
- Pascual Nacaratti
- Maruja Roig
- Isabel Figlioli
- Carlos Aguirre
- Eloy Míguez
- Antonio Capuano

## Comentarios
La crónica de Clarín dijo:

”
Cabe destacar la dirección, que ha sabido dar a las escenas de leyenda, a los fenómenos paranormales del relato, un vigor y una fuerza expresiva pocas veces logradas…No así en las escenas en que la acción es normal.”

Por su parte Manrupe y Portela escriben:

”Insospechada incursión en lo paranormal, en una película subestimada de Torres Ríos. Al trasladar el asunto a mediados del siglo XX logra un clima de irrealidad pocas veces logrado en el cine argentino, y fiel en el último de los casos al espíritu de la obra de Obligado.”

## Sinopsis
Al tomar posesión de una estancia, un cantor recibe el mandato de vengar a su antepasado Santos Vega y derrotar a Juan Sin Ropa.